# Братское (Запорожская область)
Братское (укр. Братське) — село,
Плодородненский сельский совет,
Михайловский район,
Запорожская область,
Украина.
Код КОАТУУ — 2323385502. Население по переписи 2001 года составляло 408 человек.

## Географическое положение
Село Братское находится на расстоянии в 2 км от сёл Плодородное и Привольное (Мелитопольский район).
Рядом проходят автомобильная дорога М-18 (E 105) и
железная дорога, станция Плодородие в 3-х км.

## История
- 1922 год — дата основания.